# Space Editor
Space Editor（スペース・エディタ）は、Microsoft Windows向けのテキストエディタである。
Windows 95以降、Windows 2000までの環境上で動作が保証されているが、Windows XP以降では正式対応がアナウンスされていない。自由なカスタマイズ機能が提供され、強力なマクロ機能が実装されたテキストエディタとして、主に文書作成用途で広く利用されている。

## 特徴
以下に挙げた他に、起動が比較的高速であり、ツールバーの登録が200個以上設定可能という特徴もある。

### 整形
テキスト整形に特化した独自メニューが実装されており、定型的な整形作業を繰り返し行うのが容易である。クリップボード内のテキスト文字列に対しての整形も可能。この機能は、[整形の設定と実行]コマンドから実行する事ができ、10種類までの個別の整形設定を使い分けられる。整形の種類も、他のWindows向けのテキストエディタと比較すると、機能がかなり豊富に用意されている。

### キーバインド
キーバインドがWindows標準とは若干異なる(初期状態では全選択が用意されていない等）ため若干の慣れが必要であるが、キー割り当て設定の変更により柔軟に対応できる。

### 色分け表示
初期状態では、C言語の最低限のキーワードのみが設定されているのみであり、他言語のプログラミング等に利用する場合は、ユーザが自らキーワードの追加を行う必要がある。

### マクロ
C言語ライクなマクロ言語が実装されており、動作も比較的軽い。戻り値を持った関数を定義できるため、エディタ付属のマクロ言語としては高度なプログラミングが行えるのも特徴。また、マクロ言語の他にキー操作を記録させる簡易マクロ機能もある。